# Mokkabrygger
En mokkabrygger er en type af kaffemaskiner, som stilles direkte på en kogeplade. Når vandet i den underste beholder begynder at koge, tvinges det på grund af det dannede overtryk op gennem et rør og videre op gennem et filter, der indeholder fintmalede bønner. Den færdige kaffe opsamles derefter i den øverste beholder.
Mokkabryggeren anvender altså præcis som espressomaskiner tryk, når den tilbereder kaffe. Trykket er dog lavere for en mokkabrygger, ca. 1,5 bar, sammenlignet med espressomaskinernes 9 bar.
Mokka Express var den første maskine af denne type. Den blev udviklet i 1933 af den italienske designer Alfonso Bialetti og findes i flertallet af italienske, portugisiske og spanske hjem. Bryggeren er normalt forarbejdet i aluminium eller rustfrit stål.